# Bisdom Tarija
Het bisdom Tarija (Latijn: Dioecesis Tariiensis) is een rooms-katholiek bisdom met als zetel Tarija, in Bolivia. Het bisdom is suffragaan aan het aartsbisdom Sucre. 

## Geschiedenis
Het bisdom werd opgericht op 11 november 1924, uit delen van het aartsbisdom Sucre.

## Parochies
Het bisdom had in 2022 een oppervlakte van 20.192 km2 en telde 518.000 inwoners waarvan 93,4% rooms-katholiek was.

## Bisschoppen
- Ramón Font y Farrés (17 november 1924 - 16 augustus 1947)
- Juan Niccolai (16 augustus 1947 - 11 december 1974; coadjutor sinds 20 februari 1944)
- Abel Costas Montaño (11 december 1974 - 20 oktober 1995)
- Adhemar Esquivel Kohenque (20 oktober 1995 - 2 juni 2004; coadjutor sinds 10 november 1992)
- Francisco Javier Del Río Sendino (10 januari 2006 - 11 oktober 2019)
- Jorge Ángel Saldías Pedraza (11 oktober 2019 - heden)

Sucre (aartsbisdom) · Potosí · Tarija